# Miloš Glončak
Miloš Glončak (Subotica, 1928.) je bivši nogometni vratar "Spartaka" iz Subotice i nogometni trener. Bio je povremeni državni reprezentativac. Rodom je vojvođanski Hrvat. Smatra ga se najboljim vratarom koji je ikad branio u subotičkom Spartaku.
Cijelu svoju športsku karijeru je proveo u Subotici i "Spartaku". Za "Spartaka" je branio do svoje 38. godine, odnosno do 1966. U prvoj je ligi odigrao ukupno 146 utakmica, najviše u povijesti Spartaka.
Njegove dobre igre su ga dovele u jugoslavensku nogometnu reprezentaciju. 
Nastupio je na nekoliko "manjih" europskih prvenstava. Branio je na europskom prvenstvu željezničara 1948. i 1951., a na europskom sindikalnom prvenstvu je branio 1949. 
Za jugoslavensku "A" reprezentaciju je bio pozvan tri puta, ali nikad nije bio u prvoj postavi, nego je bio pričuvom. Razlog tomu je bio što mu je onda konkurenciju činio ondašnji najbolji vratar na svijetu, Vladimir Beara.
Računa ga se među subotičke športske legende kao što su Bata Ognjanov, Joška Takač, Vilmoš Harangozo, Refik Memišević, Anka Sekulić, Josip Gabrić i ostali.
2009. je dobio nagradu Pro urbe za istaknuta djela koja u velikoj mjeri pridonose ugledu Grada.

## Zanimljivost
Za razliku od svojih športaša suvremenika, Glončak je završio više škole te je radio na sudu, gdje je i umirovljen.
Iako je 60 godina proveo u subotičkom športu i što je jedna među preostalim živim legendama športa u Subotici, nikad nije dobio gradsku nagradu Pro urbe, iako su ga predlagali za nju takve športske legende kao što su Damjanović, stolnotenisač Kalinić, Vujković i ostali, a od uglednijih građana, dr Vasa Isakov, dobitnik nagrade Pro urbe. Budući da nije bio članom nijedne stranke, iste ga nisu nikad predlagale za nagrade. Nagradu je konačno dobio 2009. godine.